# Edmond le Martyr
Ne doit pas être confondu avec Édouard le Martyr.
Edmond le Martyr (mort en 869) est le dernier roi d'Est-Anglie avant la conquête de ce royaume par les Vikings. Considéré comme un saint après sa mort, il est fêté le 20 novembre.

## Biographie
Faute de documents écrits, l'histoire tardive du royaume d'Est-Anglie est mal connue, et le règne d'Edmond ne fait pas exception. La Chronique anglo-saxonne, compilée à la fin du IXe siècle au Wessex, est peu diserte sur les événements d'Est-Anglie, et se contente de rapporter la mort d'Edmond au combat contre les Danois de la Grande Armée en 870 (ce qui correspond en réalité à l'année 869) à Thetford. Des textes plus tardifs datent son avènement de 855.
Ses monnaies suggèrent qu'il a succédé aux rois (tout aussi mal connus) Æthelstan et Æthelweard. Elles peuvent être classées en deux périodes : les plus anciennes portent généralement la mention + eadmvnd rex an, alors que les plus tardives portent simplement + eadmvnd rex.

## Culte

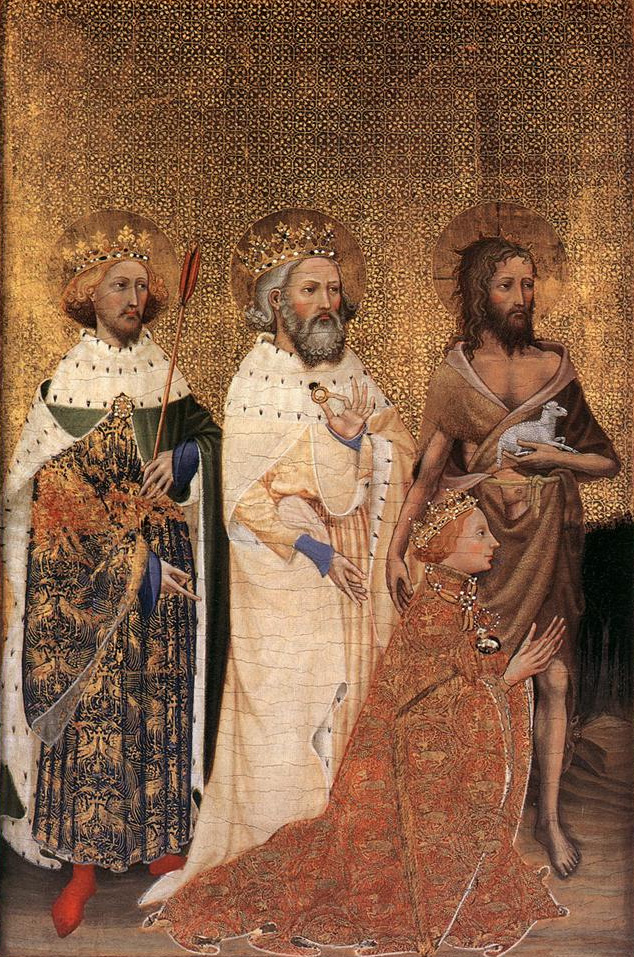
Edmond (à gauche) sur le panneau gauche du diptyque de Wilton (1395).

Après sa mort, Edmond fait l'objet d'un culte particulièrement vivace chez les Vikings établis en Est-Anglie. Ce culte a pour centre l'abbaye de Beodricsworth, où ses reliques sont transportées vers 900-920. L'abbaye et la ville prennent par la suite le nom de Bury St Edmunds en son honneur. La même période voit la frappe de monnaies commémoratives portant la mention sce eadmvnd rex « Ô saint Edmond le roi ! ». Ces monnaies circulent abondamment dans le Danelaw et ont été retrouvées dans de nombreux trésors enterrés.
La vie d'Edmond devient un sujet de légendes. Le moine Abbon de Fleury s'appuie sur ces traditions populaires et monastiques pour rédiger une hagiographie du roi durant son séjour à l'abbaye de Ramsey, entre 985 et 987. Il affirme tenir son récit de l'archevêque Dunstan de Cantorbéry, qui le tenait lui-même du porteur d'armure du roi d'Edmond. Dans cette Passio sancti Eadmundi, Edmond apparaît comme un « souverain chrétien idéal » : il refuse d'aller au combat contre les Vikings, qui le soumettent au martyre. Le roi est molesté, ligoté à un arbre et criblé de flèches ; refusant toujours de renier sa foi, il est finalement décapité. Abbon nomme son assassin Hinguar, probablement une déformation du nom d'Ivar le Désossé. Son récit est repris par Ælfric le Grammairien dans ses Vies de Saints rédigées en vieil anglais. Après la conquête normande de l'Angleterre, un moine de Bury St Edmunds, Hermann de Bury, rédige les Miracula Eadmundi regis Angliæ. On trouve dans ces textes des détails supplémentaires sur la vie d'Edmond, comme sa naissance à Norbury en 841 et son sacre le jour de Noël 855, autant d'informations qui ne sont pas confirmées par des sources d'époque et que les historiens modernes considèrent comme des inventions.
Edmond est considéré comme le saint patron du royaume d'Angleterre avant d'être supplanté par Édouard le Confesseur au XIe siècle, puis par saint Georges à partir du XIVe siècle. Sa châsse à Bury St Edmunds est détruite lors de la dissolution des monastères, au XVIe siècle.
Edmond est toujours fêté le 20 novembre par l'Église catholique. Il est communément figuré une flèche à la main (par exemple sur le diptyque de Wilton), ou apparaît lié à un arbre, criblé de flèches. Il se distingue de la représentation de saint Sébastien par le port d'une couronne royale et la présence d'un loup. Il est le saint patron de l'abbaye de Douai, du diocèse catholique d'Est-Anglie et du comté de Suffolk. Plusieurs églises lui sont dédiées, dont St Edmund, King and Martyr à Londres.

## Postérité
Edmond apparaît dans les Histoires saxonnes de Bernard Cornwell, série de romans historiques se déroulant sous le règne d'Alfred le Grand, ainsi que dans la série télévisée The Last Kingdom qui en est adaptée.